# Плютей скудный
Плюте́й ску́дный, или ничто́жный (Pluteus exiguus) — гриб рода Плютей. В системе рода Плютей С. П. Вассера этот вид относится к секции Hispidoderma подрода Hispidocelluloderma, в системе Э. Веллинги к секции Villosi. Пищевого значения не имеет.
Синонимы
- Agaricus exiguus Pat., 1886 basionym

Омонимы
- Pluteus exiguus sensu Romagn., 1937 является синонимом для Pluteus hispidulus (Fr.:Fr.) Gill., 1876 — Плютей шероховатенький[2]

## Описание
Плодовые тела мелкие.
Шляпка диаметром 0,5—2 сантиметра, тонкомясистая, полуокруглой или колокольчатой формы, позже раскрывается до плоско-выпуклой, может быть с небольшим углублением или слабо выступающим бугорком. Поверхность сероватая, в центре более тёмная, войлочная, с мелкими, тонкими тёмно-коричневыми чешуйками.
Пластинки свободные, широкие, частые, беловатые, с возрастом становятся розовыми с беловатым краем.
Ножка 1,5—2,5(3,5)×0,1—0,25 см, цилиндрическая, центральная, плотная. Поверхность беловатая, сероватая или желтоватая, блестящая, гладкая, бороздчатая, у основания в лупу заметно белое опушение.
Мякоть грязно-белая, на срезе не изменяется, с приятным вкусом и кисловатым запахом.
Остатки покрывал отсутствуют, споровый порошок розовый.
Споры гладкие, от широкоэллипсоидных до эллипсоидных, реже яйцевидные, 6—8,5×5—6,5(7) мкм.
Гифы без пряжек, тонкостенные, в кожице шляпки состоят из цилиндрических или слегка булавовидных пигментированных клеток шириной 10—20 мкм, содержат коричневый пигмент; гифы покровов ножки бесцветные, клетки удлинённые, цилиндрические, шириной 5—15 мкм.
Базидии четырёхспоровые, размерами 20—30×6—10 мкм, булавовидные, тонкостенные.
Хейлоцистиды размерами 30—70×10—20 мкм, булавовидные или бутылковидные, могут быть с апикулярным придатком, тонкостенные, бесцветные, многочисленные. Плевроцистиды отсутствуют или очень редкие, 40—60×10—15 мкм, бутылковидные, часто с апикулярным придатком, тонкостенные, бесцветные.

## Сходные виды
- Pluteus pusillulus (= Pluteus minimus), известный из Франции[4], отличается округлыми спорами и наличием окрашенных хейлоцистид.
- Плютей шероховатенький (Pluteus hispidulus) отличается цветом и характером поверхности шляпки, а также микроскопическими признаками.

## Экология и распространение
Сапротроф на отмерших остатках древесины лиственных деревьев, реже на почве растёт в лиственных лесах. Встречается очень редко. Известен в Европе — в Нидерландах, Франции, Италии, Австрии, Польше, единственная находка (на 2004 год) в России в Жигулёвском заповеднике (Самарская область).
Сезон: июль — октябрь.